# Церква Святої Параскеви П'ятниці (Берлин)
Церква Святої Параскеви П'ятниці — чинна церква УГКЦ в селі Берлині, Золочівського району Львівської області.

## Історія
Найдавнішим письмовим документом, що подає відомості про сільську парафіяльну церкву Святої Параскеви П'ятниці в селі Берлині, є інвентаризаційна відомість з 1804 року. Мова йде про інвентаризацію й оцінку парафіяльного господарства церкви і церковних земель, складену представником Страхового уряду у Бродах Яном Грабовським та парохом села Берлина о. Тимофієм Хмільовським 3 червня 1804 року. З документа про інвентаризацію довідуємося, що церква має:
- Будівля церкви дерев'яна на дерев'яному фундаменті, покрита ґонтами, оцінена на 1000 ринських.
- Дзвіниця дерев'яна на дерев'яному фундаменті, оцінена на 100 ринських.
- Плебанія із соснових кругляків з двох кімнат, п'яти вікон, оцінена на 100 ринських.
- Стайня для коней, шпихлір, шопа, возівня з соснових тесаних дилів, покрита солом'яними сніпками, оцінена на 150 ринських.
- Обора для худоби з соснового дерева на дубових стовпах, покрита солом'яними сніпками, оцінена на 20 ринських.
- Стодола стара із соснових дилів, покрита сніпками, оцінена на 50 ринських.

Список земельних ділянок, їх розташування і площа, які належать до плебанії.
У 1906 році за проєктом архітектора Василя Нагірного зведена нова, більша за розмірами від попередньої, дерев'яна церква. Іконостас для нової церкви замовили в різьбярсько-золотарській та столярській робітні Євстахія Щуплакевича у Львові. Він був виконаний дочасно та встановлений того ж 1906 року. Під час першої світової війни село опинилося на лінії фронту, і 1916 року церкву було знищено.
По війні на місці зруйнованої церкви селяни встановили тимчасову каплицю. 1933 року майстрами батьком і сином Літовинськими зі Щуровичів за проєктом Євгена Нагірного та завдяки старанням пароха о. Михайла Струмінського розпочато зведення нової дерев'яної величавої церкви Святої Параскеви П'ятниці. 1935 року будівництво святині було завершене. Урочисте освячення церкви на честь Святої Параскеви П'ятниці відбулося того ж 1935 року.
У 1960-х роках в церкві встановлений чотириярусний арковий іконостас. Інтер'єри церкви вкриває стінопис, виконаний у 1965—1970 роках маляром Євгеном Мусуйленком. На південний захід від церкви розташована мурована стінна дзвіниця, зведена у 1990 році.

## Настоятелі й опікуни
У першому «Шематизмі» є відомості про пароха церкви, з червня 1828 року був Тимофій Хмільовський. Патроном-опікуном церкви на той час був Францішек Потоцький, якому належали землі села Берлина. З 1836 року опікуном церкви в Берлині став Ян Казімеж Молодецький, який був власником села, фільварку та берлинських лісів.
У 1838 році на парафію до Берлина прибув о. Стефан Ходзинський. У 1840 році парафію адмініструє о. Йосиф Стефанович з села Конюшкова. З 1841 року парохом стає о. Павло Струмінський, а від 1843 року Берлинська парафія належить до Брідського деканат, опікуном церкви стає Я. К. Молодецький.
У 1858 році пароха в Берлині немає, парафію адмініструє, доїжджаючи з Пониковиці о. Йосиф Турчинський, який стає парохом у 1859 році. У 1880 році новим власником поміщицьких земель і лісів став юдей Маврицій Лазарус, який за тодішнім звичаєм став опікуном церкви. Парафія з невідомих причин опинилася без пароха. Адмініструє парафію о. Юліян Дорожинський.
Від 1882 року в селі Берлині новий парох о. Іван Роздольський. У 1895 році парафія знову залишилася без пароха, адміністрував парафію о. Матей Борисяк, парох з села Смільне. У 1896 року парохом стає о. Микола Демчинський, одружений, народився в Берлині, число парафіян — 1505.
У 1898 році парохом у Берлині стає о. Юліян Мандичевський. Опікуном церкви був й далі юдей Маврицій Лазарус. У 1901 році до Берлина на парафію прибув о. Андрій Гриб. У 1909 році, після смерті о. А.Гриба, коротко перебував на парафії в Берлині о. Микола Кулинський.
У 1910 році новим парохом стає о. Климентій Базилевич, з липня 1910 року парафію відвідує Брідський декан о. Анатолій Долинський. У 1924 році о. Климентія Базилевича переводять на іншу парафію, а до Берлина у 1925 році приїздить о. Володимир Пашковський. У Берлині о. В. Пашковський був недовго, близько півроку. Того ж 1925 року на парафію приїздить о. Михайло Струмінський.
У березні 1944 року фронт підійшов під Броди, за які протягом декількох днів велися завзяті бої, після чого настало затишшя. Коли фронт відійшов далеко на захід, церкву обслуговували священики з навколишніх сіл. У 1945 році в село на парафію прибув о. Степан Гаврилюк, парох перебував у Берлині до своєї смерті. По смерті о. Степана Гаврилюка до Берлина на парафію прибув о. Зиновій Яцків із сім'єю та оселився на плебанії. Після о. З.Яцківа на парафію призначений о. Борис Олексюк.
На парафію до с. Берлина обслуговувати головну церкву святої Параскеви приїхав у 1991 році о. Михайло Грицишин, який на Квітну неділю того ж року відправив першу святу Літургію.